# Wells-Turbine

Wells-Turbine
1 Rohrwandung
2 Achse
3 Nabe
4 Turbinenflügel
5 Resultierender Kraftvektor
6 Rotationsrichtung
7 Luftströmung (kann auch in die andere Richtung laufen)

Die Wells-Turbine ist ein Typ axial angeströmter Luft-Turbinen, die ohne Ventilklappen unabhängig von der jeweiligen Durchströmungsrichtung mit gleichbleibender Drehrichtung arbeiten. Diese Eigenschaft verbindet sie mit Darrieus- und Savonius-Rotoren. Ihre festen Schaufeln mit symmetrischem Flügelprofil liegen senkrecht zur Strömungsrichtung. Diese Turbinenbauform wurde in den späten 1980er Jahren von Alan Wells in Belfast entwickelt. Der Anstellwinkel der Schaufeln zur Strömung ergibt sich aus der Luftströmungsgeschwindigkeit und der Umfangsgeschwindigkeit des Turbinenrades.
Sie wird in Wellenkraftwerken mit schwingender Wassersäule eingesetzt, die durch die Wassersäule Luft in einer Kammer bewegen. Bis 2016 waren bereits mehrere kommerzielle und Pilotanlagen in Betrieb, unter anderen der Islay LIMPET und das Mutriku Breakwater Wave Plant.
Vorteile liegen in der einfachen Konstruktion und Herstellung sowie der kompakten Größe. Ihr aerodynamischer Wirkungsgrad von 0,4 bis 0,7 ist geringer als der einer Turbine mit gleichbleibender Strömungsrichtung und asymmetrischen Schaufelprofilen. Ein möglicher Nachteil liegt in der schlechten Selbstanlauffähigkeit. Zum Anlaufen und Regeln muss der Generator auch als Motor eingesetzt werden. Weitere Schwierigkeiten sind ein enger Betriebsbereich, hohe Axialkraftkoeffizienten und niedrige Tangentialkraftkoeffizienten.